# غابور توث
غابور توث (بالمجرية: Tóth Gábor)‏ هو مصارع رياضي مجري، ولد في 29 نوفمبر 1964 في بودابست في المجر.

## وصلات خارجية
- غابور توث على موقع قاعدة بيانات المصارعة الدولية (الإنجليزية)
- غابور توث على موقع أوليمبيديا (الإنجليزية)
- غابور توث على موقع اللجنة الأولمبية المجرية (الهنغارية)